# Cyrix Cx5x86
Cyrix Cx5x86處理器於1995年8月，即在Cyrix 6x86推出前三個月推出，在使用Socket 3的電腦系統中，這款處理器是速度最快的型號之一，在執行多種應用程式上的表現比75 MHz的Intel Pentium處理器還要好。另外，由於Intel除Pentium OverDrive外，並未提供Socket 3版本的Pentium，同廠的486處理器也年齡漸高，Cx5x86正好填補了產品缺口，為Socket 3主板提供了中等效能的產品。